# 东高地街道
东高地街道，是中华人民共和国北京市丰台區下辖的一个乡镇级行政单位。

## 名称
“东高地”这一地名的历史较短，该区域早期只有万源庄、无粮庄、小集善庄、北后庄4个村庄，西部为大面积的湿地，东部有多处高岗子，两者之间有一片三角形的平坦区域，俗称“三角地”。1958年国防部第五研究院第一分院在南苑选址时，负责选址的领导在南苑一带查看地势时发现此处只有一条石子路，由地势相对低的西边向东延伸到较高处（即今东高地邮局附近），西边因地势低洼、常年积水而逐渐形成“西洼地”这一地名，该区域并不利于建设，选址领导因此决定将东边地势较高的区域划定为国防用地，这一原本并无地名的区域因地处三角地以东、地势较高而称东高地。

## 行政区划
东高地街道下辖以下地区：
东高地社区、三角地第一社区、三角地第二社区、西洼地社区、六营门社区、万源东里社区、万源西里社区、梅源社区、东营房社区、万源南里社区、东高地北社区和东高地南社区。